# Heeresmunitionsanstalt Kapen
Die Heeresmunitionsanstalt Kapen, benannt nach einem westlich von Oranienbaum gelegenen Waldgebiet, war eine Heeresmunitionsanstalt zur Fertigstellung von Granaten und chemischen Waffen im Zweiten Weltkrieg. Nach dem Krieg wurde ein Teil der Anlage als sowjetischer Militärstützpunkt, der andere vom Rüstungsunternehmen VEB Chemiewerk Kapen genutzt. Mit der deutschen Wiedervereinigung schloss der Militärstützpunkt und das Chemiewerk wurde zum Dessora-Industriepark umgewandelt.
Im Oktober 1935 entstand auf 200 Hektar eine  Heeresmunitionsanstalt. Zunächst wurden Munition und Kartuschen für großkalibrige Geschütze produziert. Die erforderlichen Sprengstoffe kamen aus dem in der Nähe gelegenen Sprengstoffwerk in Schönebeck (Elbe). 1938 wurde das Werk um einen Bunker mit acht Tanks für etwa 8000 Tonnen flüssige Kampfstoffe und eine Abfüllanlage erweitert. Die Heeresmunitionsanstalt begann darauf mit der Produktion von Chemiewaffen in Form von Granaten und Fliegerbomben. Die Kampfstoffe kamen hauptsächlich von dem Chemieunternehmen Orgacid. Die Heeresmunitionsanstalt wuchs weiter und im Februar 1943 beschäftigte sie 1150 Personen, davon 300 Zwangsarbeiter. Sie überdauerte den Zweiten Weltkrieg unbeschadet und wurde im April 1945 von der United States Army besetzt.

## Nachkriegszeit
Die Amerikaner erbeuteten dort Dokumente zur Chemiewaffenfertigung, bevor sie sich im Mai des Jahres zurückzogen und die Rote Armee das Gelände besetzte. Bis 1947 wurden die vorgefundenen Chemikalien in Leergeschosshüllen abgefüllt; diese wurden per Eisenbahn an die Ostsee transportiert, wo sie versenkt wurden. Ein Teil der Kampfstoffe wurde vor Ort verbrannt, ein weiterer Teil in die Sowjetunion verbracht. Auch die Anlagen wurden demontiert und ebenfalls in die Sowjetunion überführt. Die Kampfstoffbunker wurden gesprengt. Die Arbeitskraft für die Beseitigung stellten hauptsächlich ehemalige Angehörige der Heeresmunitionsanstalt. Von 1952 bis 1956 erfolgte die Verbrennung aus allen Teilen der DDR gefundenen Kampfstoffen in einer dafür eigens gebauten Verbrennungsanlage.
Später nutzte die Gruppe der Sowjetischen Streitkräfte in Deutschland einen Teil des Geländes als Militärstandort. Der davon nicht betroffene Teil mit der Abfüllanlage wurde vom neu gegründeten VEB Chemiewerk Kapen übernommen, welches sarkastisch Puddingfabrik genannt wurde. Produziert wurden Rüstungsgüter wie Handgranaten, Zünder und Landminen, darunter die Infanteriemine PPM-2 und die Selbstschussanlage SM-70.
Beide Waffen wurden an der innerdeutschen Grenze verwendet. Ende 1970 wurde das Chemiewerk Kapen mit den Mechanischen Werkstätten Königswartha, dem VEB Geräte- und Werkzeugbau Wiesa, dem Spreewerk Lübben u. a. zum Gerätebaukombinat Königswartha zusammengeschlossen. Die Munitionsbetriebe und der Geräte- und Werkzeugbau Wiesa wurden 1979 dem Kombinat Spezialtechnik Dresden zugeordnet, das seinerseits 1971 gegründet wurde. Der VEB Chemiewerk Kapen wurde jedoch ab 1979 dem Kombinat Synthesewerk Schwarzheide angegliedert.
Nach der deutschen Wiedervereinigung im Jahre 1990 wurde das Chemiewerk Kapen abgewickelt. Auf dem Gelände entstand der Dessora-Industriepark. Im September 1992 verließen die letzten sowjetischen Soldaten den Militärstandort.